# HD 44996
HD 44996，又名BD-12 1470，SAO 151461、HR 2309，是一颗恒星，视星等为6.12，位于銀經221.58，銀緯-11.8，其B1900.0坐标为赤經6h 19m 43.8s，赤緯-12° -11.8′ 31″。